# Alexander Hall (piłkarz)
Alexander Noble „Sandy” Hall (ur. 3 grudnia 1880 w Aberdeen lub Peterhead, zm. 25 września 1943 w Toronto) – kanadyjski piłkarz szkockiego pochodzenia, zawodnik kanadyjskiego klubu Galt F.C., mistrz olimpijski. Jest pierwszym sportowcem urodzonym w Szkocji, który zdobył złoty medal igrzysk olimpijskich.
Urodził się w Szkocji i dorastał w nadmorskim Peterhead jako syn poławiacza wielorybów. Pracował jednak przy obróbce granitu, w 1901 roku wyemigrował do Kanady. Trafił do Galt w stanie Ontario (obecnie część miasta Cambridge) w celu poszukiwania pracy w przemyśle budowlanym, zapisał się też do lokalnego klubu. W igrzyskach olimpijskich wziął udział w 1904 w Saint Louis. Był jedynym zawodnikiem w swojej drużynie, który nie urodził się na kontynencie północnoamerykańskim.
Startowały wówczas trzy zespoły klubowe, dwa ze Stanów Zjednoczonych i jeden z Kanady. Kanadyjczycy wygrali wszystkie spotkania i zdobyli złoto. Hall, grający na tym turnieju jako środkowy napastnik, zdobył hat-tricka w spotkaniu z Christian Brothers’ College. Wraz z rodakiem Tomem Taylorem został królem strzelców tamtego turnieju.
Po igrzyskach ponownie przeniósł się do Europy, konkretnie do Berlina. Niebawem wyemigrował na Wyspy Brytyjskie, gdzie został profesjonalnym piłkarzem. W pierwszej lidze angielskiej zadebiutował 7 września 1907 roku w barwach Newcastle United (w tym klubie strzelił dwa gole w sześciu meczach). Ponadto grał w takich klubach jak Dundee (33 mecze w latach 1907–1908 i 1909-10), Dunfermline (był grającym trenerem), Mimico Beach i Toronto Scots.
Latem 1912 roku wizytował swoją matkę w rodzinnym Peterhead. W trakcie tamtej wizyty uratował Alicka McKenziego, pięcioletniego chłopca, który tonął w morzu. Przedstawiciele Carnegie Hero Fund i Royal Humane Society docenili wyczyn Halla i uhonorowali go. W czasie I wojny światowej służył w brytyjskiej artylerii. Po wojnie cierpiał na reumatyzm i jeszcze krótko uprawiał futbol. W 1923 wraz z rodziną wyemigrował do Kanady na stałe, tam też zmarł.
W czasie wojny związany był z Elizabeth Gibson, z którą miał trójkę dzieci.